# Maurizio Valenzi
Maurizio Valenzi, nato Valensi (Tunisi, 16 novembre 1909 – Acerra, 23 giugno 2009), è stato un politico italiano.

## Biografia
Di famiglia ebraica di origine livornese, da più generazioni insediata in Tunisia, è stato protagonista della Resistenza antifascista in Europa.
Il suo cognome era in realtà Valensi, fu storpiato per errore in "Valenzi" da un impiegato del comune di Napoli nel 1944, come da lui stesso raccontato in C'è Togliatti!.
Nel dicembre del 1939 si sposò con Litza Cittanova (1917-2006) da cui ebbe due figli: Marco, nato nel 1941, e Lucia, nata nel 1952.

### La militanza antifascista
Tra il 1935 e il 1936 aderì con un gruppo di italiani al Partito Comunista Tunisino. Con l'amico Loris Gallico redasse il settimanale "L'Italiano di Tunisi" e fu tra gli antifascisti che, la sera del 13 febbraio 1937, si recarono al cinema Midi-Minuit con l'intento di fischiare Ciano di cui si proiettano le imprese in un filmato a cura dell'Istituto Luce.
Nel 1937, all'epoca del governo del Fronte Popolare, era a Parigi per collegare il gruppo dei comunisti tunisini al Centro Estero del Partito Comunista Italiano e lavorò nella redazione della “Voce degli Italiani” diretta da Giuseppe Di Vittorio. Nel 1939 raggiunsero Tunisi Giorgio Amendola e Velio Spano.
Nel novembre 1941, venne arrestato e torturato con l'elettricità: resistette agli interrogatori, venne condannato all'ergastolo ed ai lavori forzati dal regime fascista di Vichy e internato per un anno a Lambèse in Algeria. Dal luglio al novembre 1942 fu in carcere anche la moglie Litza. Liberato dagli alleati nel marzo 1943, venne inviato dal PCI a Napoli, per preparare l'arrivo di Palmiro Togliatti dall'Unione Sovietica. Raggiunse la città nel gennaio 1944.
In via Broggia venne organizzato un appartamento per i comunisti che arrivano da varie località; là venne ospitato Togliatti e Maurizio Valenzi visse da vicino quella che verrà chiamata la svolta di Salerno. Rimase a Napoli anche dopo questo periodo lavorando sempre come funzionario di partito. Al suo fianco lavoravano leader del PCI come Mario Palermo e Giorgio Napolitano.

### L'attività politica nel dopoguerra

Maurizio Valenzi, sindaco di Napoli, insieme all'onorevole Luigi Buccico alla posa della prima pietra della metropolitana collinare, avvenuta il 22 dicembre 1976 in Piazza Medaglie d'Oro

Nel 1952 venne eletto consigliere provinciale.
Fu senatore eletto nel PCI per tre legislature dal 1953 al 1968; in particolare venne nominato segretario alla Presidenza del Senato e in altra occasione vicepresidente della Commissione Esteri.
In quegli stessi anni ricoprì diversi altri ruoli istituzionali e di partito, diventando vicepresidente della Commissione di Vigilanza sulla RAI, segretario del Gruppo Comunista al Senato e membro della Commissione Centrale di Controllo del PCI.
Consigliere comunale a Napoli dal 1970 al 1975, venne eletto sindaco con una maggioranza relativa. La giunta rimase in piedi per anni grazie al consenso della cittadinanza ed al voto "tecnico" in occasione del bilancio da parte della Democrazia Cristiana. Venne confermato sindaco di Napoli fino al 1983, guidando la città nel periodo del terrorismo e del terremoto.
In quel periodo è stato anche membro del Comitato Centrale del PCI.
Dopo il terremoto del 1980, in qualità di sindaco, venne nominato commissario straordinario per la Ricostruzione.
Nel 1984 venne eletto al Parlamento europeo, nel quale restò in carica fino al 1989.

### Attività pittorica

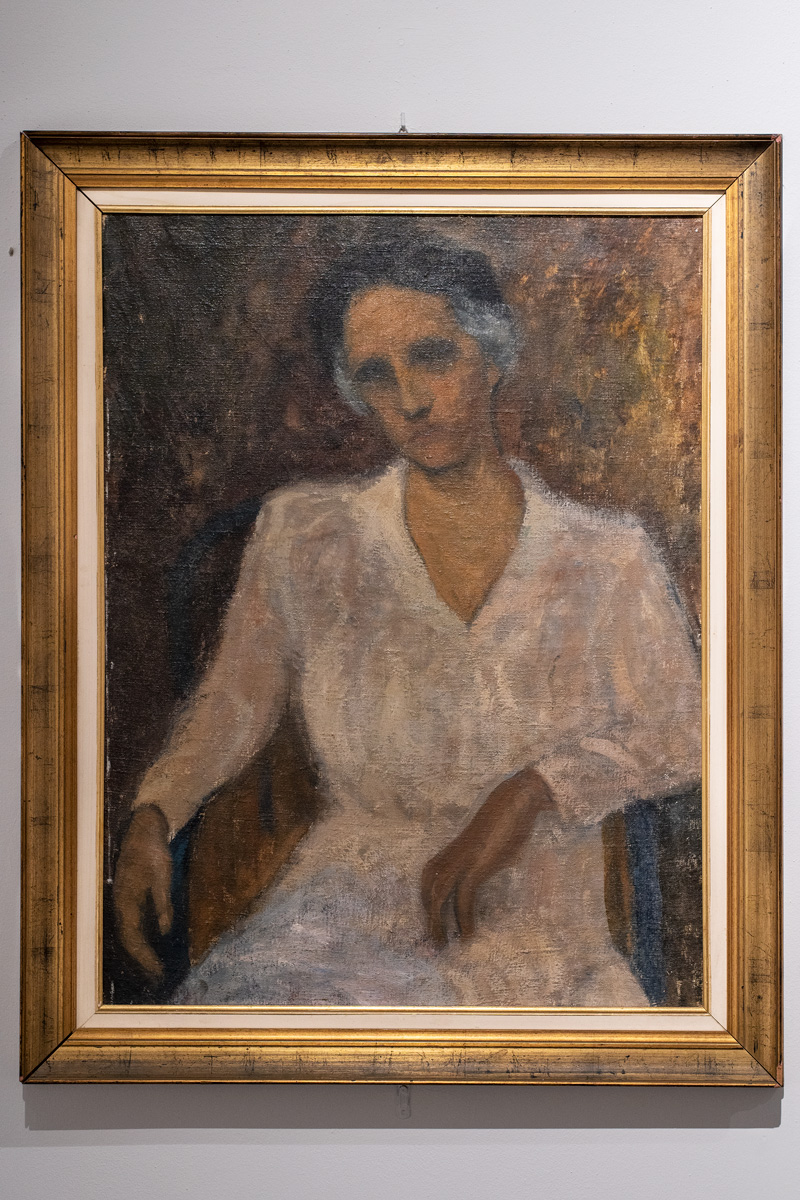
Maurizio Valenzi, Mia Madre, 1928. Museo Napoli Novecento 1910-1980, Napoli

Pittore e pubblicista, non smise mai di disegnare; con un'intensificazione della sua attività artistica dal 1968. Dal 1930 al 1931 ebbe uno studio a Roma con l'amico Antonio Corpora.
In occasione dei suoi novanta anni, nel 1999 è stata organizzata una sua mostra antologica a Napoli, nelle sale del Maschio Angioino.
Nel maggio del 2009 i figli Marco e Lucia hanno dato vita alla Fondazione Valenzi, dedicata al padre Maurizio ed alla madre Litza. La Fondazione è stata presentata il 13 giugno a Napoli al Presidente della Repubblica Giorgio Napolitano.

### Morte
È morto ad Acerra, nella clinica "Villa dei Fiori" dove era ricoverato, il 23 giugno 2009, all'età di 99 anni. I funerali si sono svolti il 25 giugno in un Maschio Angioino gremito.
Il 15 novembre 2009, in occasione dell'apertura delle celebrazioni per il centenario dalla nascita, migliaia di persone hanno affollato il Maschio Angioino per la commemorazione, organizzata dalla Fondazione Valenzi, a cui hanno partecipato tra gli altri il Presidente della Repubblica Giorgio Napolitano ed il sottosegretario alla Presidenza del Consiglio Gianni Letta. In quella stessa mattinata Napolitano e Letta hanno inaugurato anche la prestigiosa sede della Fondazione al Maschio Angioino.

## Opere
- Maurizio Valenzi, Confesso che mi sono divertito, a cura di Gargano P, Pironti, 2007,  pp. Pag.143, ISBN 88-7937-416-8.
- Maurizio Valenzi, Cerchia Gianni, la vita avventurosa di un uomo mite, prefazione a cura di Antonio Bassolino, introduzione a cura di Giuseppe Galasso, a cura di Maurizio Valenzi, L'Articolo, 2005,  p. 110.
- Maurizio Valenzi, Il segno racconta, prefazione di Giorgio Napolitano, Associazione Culturale "Il Corvo", 2006,  p. 61.
- Maurizio Valenzi, C'è Togliatti! Napoli 1944. I primi mesi di Togliatti in Italia', a cura di Gargano Pietro, Palermo, Sellerio editore, 1995,  p. 171.
- Maurizio Valenzi, Sindaco a Napoli, intervista di Massimo Ghiara, Editori Riuniti, 1978.
- Maurizio Valenzi, Une mèmoire locale. Naples et son maire, Parigi, PUF - Presses Universitaires de France, 1980.
- Maurizio Valenzi, Ebrei italiani di fronte al razzismo, a cura di Nico Pirozzi, Napoli, Edizioni Cento Autori, 2010.